# SK Merelbeke
SK Merelbeke is een Belgische voetbalclub uit  Merelbeke. De club is bij de KBVB aangesloten met stamnummer 6159 en heeft rood en wit als kleuren. Tot 1981 was dit een Gentse club, toen volgde een verhuis naar Merelbeke.

## Geschiedenis
SK Merelbeke werd in 1956 opgericht als FC Sint-Pieters Gent. Men speelde de eerste twee jaar in het Gents Liefhebbersverbond en in 1958 maakte men de overstap naar de KBVB.
Men begon in Derde Provinciale in rood en wit als clubkleuren, tussen 1966 en 1993 werd daar nog blauw aan toegevoegd, maar nadien keerde men terug naar de oorspronkelijke kleuren. Men speelde in de Pantserschipstraat in Gent.
Erg succesvol was de club niet, men eindigde steevast onder in de rangschikking en toen in 1969 Vierde Provinciale werd ingevoerd, was dat ook daar het geval.
In 1981 verhuisde de club naar de Zwijnaardsesteenweg in Merelbeke, net over de gemeentegrens tussen Gent en Merelbeke en nam de naam SK Sint-Pieters Merelbeke aan. De sportieve resultaten bleven weinig succesrijk, al werd het in de jaren negentig beter.
In 1991 wijzigde de clubnaam naar het huidige SK Merelbeke en dat viel samen met de eerste promotie uit de clubgeschiedenis, SK Merelbeke eindigde op een derde plaats en klom naar Derde Provinciale.
Men eindigde voorlaatste en moest terug naar Vierde Provinciale.
In 1994 was een derde plaats opnieuw voldoende voor promotie naar Derde Provinciale, ditmaal hield men het twee seizoenen vol.
In 1997 werd SK Merelbeke tweede in Vierde Provinciale en de beste periode uit de clubgeschiedenis brak aan. Men speelde drie seizoenen in Derde Provinciale, waarbij in 1998-1999 een historische negende plaats werd behaald.
In 2001 belandde men terug in Vierde Provinciale en de sportieve resultaten waren opnieuw niet bijster goed, met uitzondering van het seizoen 2013-2014 eindigde men in de onderste helft van de klassering en geregeld werd men allerlaatste.
Men verliet het terrein aan de Zwijnaardsesteenweg, dat door zijn lage ligging in een vlakte dicht bij de Schelde snel onbespeelbaar is bij hevige regenval. Men ging spelen in de Kloosterstraat toen het daar gevestigde KFC Merelbeke naar De Pinte verhuisde.
Na het seizoen 2023/24, waarin SK Merelbeke moeite had wekelijks een ploeg op het veld op te stellen, en laatste eindigde in 4e Provinciale B, werd beslist de ploeg op te doeken en op te gaan in FC Anatolia Gent dat kampioen speelde in 4e Provinciale A.